# Icterus portoricensis
Icterus portoricensis е вид птица от семейство Трупиалови (Icteridae).

## Разпространение
Видът е разпространен в Пуерто Рико.